# Postversa
Postversa was een godin uit de Romeinse mythologie, die samen met de godinnen Carmenta en Porrima verantwoordelijk was voor de geboorte. Postversa werd verantwoordelijk gehouden voor baby's die geboren werden in de stuitligging. Haar tegenhanger, Porrima, was de beschermgodin van de kinderen die met het hoofd eerst ter wereld kwamen.

## Gerelateerde onderwerpen
- Romeinse mythologie
- Geboorte